# Lobo (DC Comics)
Lobo è un personaggio immaginario dei fumetti pubblicati dalla DC Comics.
È un cacciatore di taglie a pagamento proveniente dal pianeta Czarnia; i suoi soprannomi principali sono 'Bo, l'Uomo o Mr. Machete nonché "sicario della regalità e flagello del cosmo".

## Storia editoriale
Evoluzione del logo di Lobo negli anni: il primo è del 1990 (da Lobo: The Last Czarnian), il secondo è del 1992 (dal volume The Last Czarnian, anche se era già comparso l'anno prima per il volume Lobo's Greatest Hits), il terzo è del 2003 (da Lobo Unbound).
Loghi particolari sono stati quelli per Lobo/Judge Dredd (1996) e Lobo 1,000,000 (1998).
Lobo venne creato dall'artista Keith Giffen e dallo scrittore Roger Slifer, debuttando nella serie Omega Men della DC Comics nel 1983. Nonostante intendesse essere una semplice parodia da cameo dei supereroi, il personaggio divenne incredibilmente popolare (più di quanto i suoi creatori si aspettassero). Quando la serie Omega Men si concluse nel 1988, Lobo comparve per la prima volta nell'universo DC post-Crisis in una saga della Justice League International (scritta non a caso da Keith Giffen), e dopo il crossover Invasione! divenne un personaggio regolare nella serie L.E.G.I.O.N. (sempre scritta da Giffen).
Nel 1990 uscì la sua prima miniserie, Lobo: L'ultimo czarniano (Lobo: The Last Czarnian), che vedeva ai testi sempre il creatore Keith Giffen, coadiuvato da Alan Grant, e ai disegni l'artista Simon Bisley (il cui umorismo nero e il cui stile sporco sembravano adattarsi perfettamente al personaggio).
L'umorismo di Grant e le capacità artistiche di Bisley contribuirono a rendere questa miniserie un grande successo, che comportò un grande numero di successive miniserie e nuovi speciali. Tra questi:
- Lobo Paramilitary: Sangue a Natale (The Lobo Paramilitary Christmas Special): speciale nel quale viene ingaggiato dal Coniglietto Pasquale per assassinare Babbo Natale;
- Lobo è tornato (Lobo's Back): miniserie in cui, dopo essere stato ucciso in un duello, devasta l'intero Paradiso per ritornare in vita (all'Inferno non lo hanno voluto in quanto troppo cattivo!);
- Gladiatori non-Americani (Un-American Gladiators): miniserie in cui Lobo prende parte a un mortale gioco televisivo;
- Lobocop: parodia di Robocop;
- Convention special; una parodia delle convention di fumetti.

Nelle storie di Lobo ogni caratteristica è eccessiva, dal personaggio (perversioni, violenza insensata e linguaggio volgare) allo stile narrativo (colori spenti e illustrazioni grottesche). Tutto nelle sue storie è dissacrante e parodistico, persino le sue imprecazioni (Frag, Feetal's Gizz e Bastich, rese in italiano dalla Play Press con termini come Katz, Sfrakatzare, Santo katzinkanto e Fidiputt, mentre la Planeta DeAgostini ha usato Skratz, Skrakatz, Mapporkos'krugno e  'stardofigliodunkane), che sono usate come satira contro le ridondanti espressioni usate nei fumetti di supereroi (a cui spesso si rivolge col soprannome "mascelloni"). Giffen incentra le storie di Lobo su un umorismo nero e demenziale tipico del suo stile, aggiungendo una grande quantità di azione e di elementi splatter. Le uccisioni non sono motivate da sete di giustizia, Lobo può uccidere, picchiare, mutilare anche per una parola di troppo.
Il successo di queste miniserie aprì le porte a Lobo per numerose apparizioni su molte testate DC e per molti scontri con eroi DC, Marvel e Dark Horse: tra i principali avversari ci sono Superman, la Justice League, Etrigan il demone, Aquaman, Wonder Woman, Guy Gardner, Batman, Hitman (in cui sono state censurate 15 pagine su 22 dell'albo), The Mask e il Giudice Dredd.

Lobo (in basso a destra) nella copertina del primo numero del crossover Marvel contro DC, in contrapposizione a Wolverine e altri eroi Marvel.

Durante il crossover DC vs. Marvel combatté contro l'X-Man Wolverine e perse a causa del meccanismo utilizzato dalle 2 case editrici per decidere i vincitori: il voto dei fan. Con tale procedura un personaggio noto e amato come Wolverine non faticò ad avere la meglio su un personaggio più di nicchia come Lobo, nonostante quest'ultimo fosse il più potente tra i due, lasciando così qualche perplessità nei lettori.
Nel 1994, infine, Lobo divenne protagonista di una sua serie regolare, scritta da Alan Grant. L'assenza di Giffen e la scelta di affidare i disegni a un artista dal tratto molto cartoonesco come Val Semeiks resero la serie regolare meno violenta e dissacrante delle miniserie precedenti, e tale differenza si riscontrò anche in un calo graduale di pubblico, che portò alla chiusura della testata nel 1999 con il numero 64 (dopo essere passata per numerosi disegnatori, tra cui Carl Critchlow, Greg Luzniak, Ariel Olivetti, Alex Horley, Norm Breyfogle e, in un numero, lo stesso Keith Giffen).
Dopo la chiusura della testata le apparizioni di Lobo si fecero più rare, finché nel nuovo millennio lo scrittore Peter David non decise di farlo ringiovanire con un incantesimo di un villain e di renderlo membro del gruppo Young Justice. La sua permanenza nel gruppo durò fino al suo scioglimento nel 2003, quando la DC decise di farlo ritornare adulto e rilanciarlo con una miniserie scritta dal suo creatore Keith Giffen (Lobo scatenato) e 2 crossover con il gruppo Authority della WildStorm (che videro all'opera il trio originale Giffen-Grant-Bisley).
Dopo la maxi-serie settimanale 52, in cui Lobo è apparso in un'inedita veste di predicatore interstellare, la DC Comics sta progettando un rilancio per il personaggio. Nel 2014 la DC rilancia con la New 52 un nuovo Lobo, completamente differente da quello di Giffen, sotto la cura di Cullen Bunn. Il nuovo Lobo è più magro, ha un'acconciatura differente, è blu e non ha più i segni distintivi come il nero sulla faccia e il giubbotto di pelle. Cullen si esprime più volte dicendo che "questo è un nuovo Lobo", e infatti nel primo numero uccide il Lobo di Giffen perché quest'ultimo sarebbe un ladro di identità. Il numero 1 esce nell'ottobre del 2014 negli States e la serie viene chiusa nel 2015 dopo 13 numeri, visto che il reboot non viene accolto bene dai fan.

### Edizioni estere

Mappa che illustra il paese di pubblicazione originale di Lobo (Stati Uniti, in marrone) e i paesi in cui sono state pubblicate le sue storie (in azzurro).

Brasile: le storie di Lobo sono pubblicate regolarmente dalla casa editrice Abril.
Finlandia: la casa editrice Kustannus Oy Semic ha pubblicato le prime storie di Giffen, Grant e Bisley sulla collana DC-spesiaali.
Francia: sono state pubblicate le storie L'ultimo czarniano, The Lobo Paramilitary Christmas Special e Lobo's Back tra il 1992 e il 1993 dalla casa editrice Comics USA; successivamente nel 1997, nel 1998 e nel 2000 sono stati pubblicati rispettivamente Lobo/The Mask, Lobo the Duck e Batman/Lobo dalla casa editrice Semic; infine nel 2008 è stato pubblicato Batman/Lobo: Deadly Serious dalla Panini France.
Germania: sono state pubblicate alcune miniserie di Lobo in 6 numeri di una serie della Panini Comics Deutschland, dal maggio 1998 all'ottobre 2000.
Hong Kong: è stato pubblicato lo speciale Portrait of a Victim in uno speciale in lingua cinese.
Italia: il personaggio di Lobo ha goduto di un buon successo fra i lettori, tant'è vero che sono state pubblicate tutte le sue storie principali (serie regolare, miniserie e speciali). Dopo aver riscontrato il gradimento del pubblico verso il personaggio con degli speciali da edicola che raccoglievano le prime miniserie, la casa editrice Play Press lanciò la serie regolare del personaggio (intitolata, appunto, Lobo) nel marzo 1994, nel formato spillato da 72 pagine: i comprimari della testata furono L.E.G.I.O.N. (dal n. 1 al n. 14, con 2 storie dal n. 6 al n. 14), Lanterna Verde (la serie regolare fino al n. 4/5 e la miniserie Emerald Dawn II dal n. 6 al n. 10, per poi passare alla collana Flash e Lanterna Verde), R.E.B.E.L.S. (dal n. 15 al n. 24) e Stelle Scure (dal n. 15 al n. 24). Tali serie risultarono però indigeste ai lettori, tanto da costringere la Play Press, con il numero 24, a pubblicare solamente le storie di Lobo in un formato a 32 pagine (con editoriali e articoli a completare i numeri). Inizialmente si decise per un formato 19 x 29,5 cm e l'utilizzo di una carta molto sottile, scelta che i lettori non apprezzarono, così si ritornò dopo soli quattro numeri al formato e alla carta classici. Con il n. 37 la serie regolare di Lobo venne chiusa, e venne varata Lobo nuova serie nell'agosto 1997 nel formato spillato a 72 pagine, con la pubblicazione di due storie di Lobo e una di Hitman. Tale scelta convinse i lettori, soprattutto per l'atmosfera ironica e pulp del comprimario che ben si addiceva a un personaggio come Lobo. Quando il materiale da pubblicare di Lobo cominciò a scarseggiare vennero aggiunti come comprimari prima Lo Skatzato (di John Arcudi e Doug Mahnke) e poi Vext (di Keith Giffen e Mike McKone). Dopo aver terminato di pubblicare la serie regolare conclusa negli Stati Uniti, la Play Press chiuse la testata con il numero 34 nel giugno 2000 (le storie rimanenti di Hitman vennero pubblicate in speciali da libreria) e negli anni a seguire Lobo fu protagonista solo di alcuni speciali da libreria (Batman/Lobo, DC1ST, Lobo scatenato) e apparizioni come comprimario su altre testate (Hitman TP, Wildstorm della Magic Press). Le storie di Lobo sono ristampate dalla Planeta DeAgostini in un mensile da 208 pagine in formato ridotto (15 x 23 cm) a partire da ottobre 2007.
Polonia: le storie di Lobo sono state pubblicate dalla casa editrice TM-Semic in alcuni speciali dedicati all'Ultimo Czarniano o a Superman dal febbraio 1992 all'aprile 1999.
Il termine frag è stato tradotto con kurde, kurde bele o kurde balans, che significa all'incirca "merda".
Portogallo: sono stati pubblicati gli stessi albi pubblicati in Brasile dalla casa editrice Abril.
Spagna: le storie sono state pubblicate prima da Editorial Zinco (in alcuni albi non numerati che contenevano ciascuno tre numeri originali) e successivamente da Norma Editorial in una serie di 25 numeri contenente la serie regolare più alcune miniserie e speciali.
I termini sono stati tradotti con El Hombre (The Main Man), rajado (frag) e gyzzo fytal (feetal's gizz).
Sudafrica: la Battleaxe Press ha pubblicato i primi 9 numeri della serie regolare (più il numero 0) sulla collana Lobo dal giugno 1994 al marzo 1995, in lingua inglese.
Svezia: è stata pubblicata la miniserie L'ultimo czarniano nel 1991 su Magnum Comics nn. 9-12 dalla casa editrice Atlantic Förlags AB; successivamente nel 1992 sono stati pubblicati 3 numeri della serie L.E.G.I.O.N./Lobo dalla casa editrice Epix.

## Biografia del personaggio

### La vita su Czarnia
Czarnia era un pianeta in cui regnavano l'armonia e la gioia da migliaia di anni; un giorno tuttavia, nell'anno terrestre 1599, nacque Lobo, un essere tanto crudele da uccidere il dottore che aveva assistito il parto e mandare in manicomio la levatrice.
Nessuno degli scienziati del pianeta riuscì mai a spiegare come un tale essere potesse essere stato generato, anche perché lo stesso Lobo non gliene diede tempo: fin dall'età di due anni, infatti, decise che non voleva essere uguale a nessun altro e a diciotto decise di voler essere unico in tutta la galassia e di uccidere tutti gli abitanti del pianeta. Per far questo si recò in un laboratorio e generò una specie di insetti mortale (praticamente microscopici, si incuneavano sotto la pelle e causavano un'atroce morte) che liberò nell'aria sterminando così l'intera razza Czarniana.
Nei primi albi in cui compare è l'ultimo della razza dei Velorpiani, completamente estinti a causa degli Psion.

### Le prime imprese
Dopo aver devastato il suo pianeta natale Lobo cominciò a viaggiare nello spazio alla ricerca di un lavoro, finché non trovò quello più adatto alle sue capacità: il cacciatore di taglie. Grazie a questo suo impiego si spinse fin sulla Terra, dove si scontrò per la prima volta con la Justice League International e in particolare con Big Barda, Martian Manhunter e Guy Gardner, con Etrigan e soprattutto con Superman (in più occasioni).
Tra le sue imprese più memorabili ci sono l'uccisione di Babbo Natale, per conto del Coniglietto Pasquale, e di tutti i figli illegittimi che aveva seminato nella galassia, i quali si erano coalizzati per ucciderlo.
Nel corso di un combattimento venne ucciso da un criminale chiamato Loo e finì nell'Aldilà, ma si ribellò e causò una tale devastazione che decisero di farlo risorgere; a causa di un problema tecnico, tuttavia, si reincarnò prima come donna poi come scoiattolo: la sua reazione fu tanto veemente che neanche le maggiori divinità presenti in Paradiso riuscirono a fermarlo e allora riuscì a farsi rispedire nel mondo terreno nei suoi panni e a far stipulare un contratto di immortalità.

### La L.E.G.I.O.N.
Un giorno Lobo venne ingaggiato da Vril Dox, comandante del corpo di guardia intergalattico L.E.G.I.O.N., per una missione in cui fossero coinvolti centinaia dei cloni che Lobo poteva generare dal suo sangue; nella battaglia (rivelatasi una missione suicida) i cloni vennero però uccisi e Dox neutralizzò la capacità di produrre cloni di Lobo facendogli bere un veleno. Lo Czarniano, infuriato, si scontrò in un combattimento letale con lui ma venne ingannato nuovamente e sconfitto, con il risultato di essere costretto a unirsi alla L.E.G.I.O.N. fin quando avesse voluto il suo comandante.
In realtà dalla battaglia si era salvato un clone, il quale giurò vendetta contro Dox ed escogitò un piano per fargliela pagare: dato che era ancora in grado di generare cloni dal suo sangue, rapì il Lobo originale per estrarre il veleno di Dox dal suo sangue e poter così controllare i nuovi cloni che si sarebbero formati. Ne scaturì una lotta durissima dalla quale ne uscì un solo vincitore, ma nessuno sa se fosse l'originale o il clone.
La permanenza di Lobo nella L.E.G.I.O.N. perdurò anche dopo lo scioglimento del corpo di polizia e la formazione del gruppo R.E.B.E.L.S., in quanto Lobo era vincolato a Dox e non al gruppo in sé. Un giorno, dopo una lite in un locale con Lobo, Dox si ritrovò un palo conficcato in una coscia e per disperazione sciolse il patto, rendendo lo Czarniano nuovamente libero: questo atto fu suggellato da un intenso bacio sulla bocca dato da Lobo a un attonito Dox.
Lobo poté quindi tornare a vagare il cosmo in proprio, senza dover essere legato a nessuno, compiendo numerose imprese (fece l'investigatore privato, la guardia del corpo per Darlene e finì in una severissima prigione dalla quale uscì in maniera violenta) e combattendo numerosi avversari (tra cui l'International Recupero Crediti, il Giudice Dredd e The Mask).

### Li'l Lobo e Slo-bo
Nel 1998 Lobo venne trasformato per sbaglio in un adolescente da Klarion (durante la saga della Young Justice Sins of Youth) e arrivò infuriato sulla Terra pretendendo di essere ritrasformato in un adulto. Dopo un combattimento con la Young Justice, però, venne convinto che quella trasformazione era conveniente per un cacciatore di taglie, in quanto sarebbe stato sottovalutato dai suoi avversari.
Il "piccolo Lobo" (Li'l Lobo in originale) incontrò nuovamente la Young Justice poco tempo dopo mentre si trovavano in una missione spaziale e si unì a loro. Arrivati su Apokolips venne ucciso dai Parademoni che difendevano il pianeta, ma inaspettatamente si scoprì che poteva nuovamente generare cloni dal suo sangue: un esercito di cloni invase quindi il pianeta permettendo ai giovani supereroi di scappare. Una volta terminato di uccidere i loro avversari, i cloni si scontrarono fra di loro finché non ne rimase vivo soltanto uno, senza la memoria di quanto successo prima del ringiovanimento: questo è l'attuale Lobo.
La Young Justice scoprì che un altro clone era sopravvissuto alla battaglia ed era completamente diverso sia nel fisico (più magro e debole) sia nel carattere (pacifico e buono). Egli tornò sulla Terra insieme al supergruppo e si unì a loro col nome di "Slo-bo" perché non riteneva adatto per sé un nome khundiano dal significato truce come Lobo; si scoprì successivamente che la sua gracilità era accompagnata da un generale deterioramento fisico, che lo stava portando in breve tempo alla morte e alla cecità. La sua permanenza nel gruppo durò fino alla successiva missione su Apokolips dove, ormai completamente cieco, nel tentativo di salvare Secret venne trasformato in una statua di pietra cosciente dai raggi omega di Darkseid e teletrasportato nel quartier generale della Young Justice nell'853º secolo.

### 52eUn anno dopo

Lobo in un volume post-52, dove si trovava negli inferi

In 52, Starfire, Adam Strange e Animal Man incontrano nello spazio Lobo, a cui chiedono aiuto per tornare sulla Terra. Lobo appare insolitamente pacifico e spiega infatti ai tre supereroi di essersi convertito e di aver fatto un voto di non-violenza.

## Caratterizzazione
Lobo fin dalla nascita è sempre stato un personaggio profondamente malvagio, che antepone la violenza brutale e insensata a tutto il resto. Uccidere è solo l'ultimo passo delle sue azioni: non a caso il suo nome in dialetto Khundiano sta per "colui che ti divora le budella e ci si diverte" o "colui che ti divora le interiora e ci prova gusto" (in originale "he who devours your entrails and thoroughly enjoys it"). È anche arrogante ed egocentrico, dato che si concentra quasi esclusivamente sui propri piaceri personali (le altre persone non contano quasi niente per lui). Gli unici esseri viventi che Lobo non odia sono i delfini spaziali, per i quali anzi nutre un grande affetto. Quando non sta inseguendo una preda vaga per il cosmo cercando occasioni per divertirsi (cioè ubriacarsi, andare a donne e soprattutto combattere e devastare). Una delle sue affermazioni preferite, impiegata generalmente per esprimere la soddisfazione per qualche sua azione, è:
In aggiunta alla sua insaziabile sete di violenza, Lobo ha anche un severo codice d'onore personale: egli non violerà mai un accordo o un contratto (anche se spesso tende a interpretarlo maliziosamente a suo favore). È quindi praticamente impossibile fargli cambiare idea su qualcosa, a meno di far leva su qualcosa che gli è caro come il massacro o le donne. Egli possiede infatti una forza d'animo e una personalità eccezionali, e un episodio in particolare è emblematico: dopo aver prestato il servizio militare in una delle sue prime avventure decise che non poteva più rimanere coi capelli rasati, e allora guardandosi allo specchio ordinò ai capelli con voce perentoria: "Crescete"!". Immediatamente ricrebbe una folta chioma.
Il suo colore preferito è il nero sepolcro; viceversa egli odia: il mento quadrato, i bravi ragazzi, la democrazia, le bandiere, la filosofia che il Bene riesca sempre a vincere sul Male, i capelli corti, le scarpe marroni, l'uguaglianza per le donne, l'uguaglianza per gli uomini, i diritti fondamentali e praticamente tutto ciò che rappresenta la decenza.
Dal punto di vista fisico Lobo è un umanoide maschio, dalle caratteristiche fisiche particolari. Originariamente era stato rappresentato con una chioma accuratamente pettinata di color grigio-violetto.
Il suo abbigliamento è costituito da una tenuta da motociclista di pelle nera: gilet, cinturone, pantaloni lunghi, stivaloni, ginocchiere, guanti tagliati, occasionalmente una maglietta; nella sua prima incarnazione vestiva invece un costume arancio-viola.
Lobo è un grande appassionato di musica metal, e in particolare di thrash metal: su Czarnia partecipò insieme a un gruppo (L'Uomo e i Veri Pezzi di Merda) al "Festival dello Scontro delle Band", uccidendo in preda all'impeto della musica la sua band, i giudici e parte del pubblico.
Prima di distruggere Czarnia si era fatto inoltre innestare nei lobi uditivi del cervello una micro-radio sintonizzata su Radio Cosmic Rock Zombie, stazione che trasmetteva 24 ore su 24 la canzone Ho ucciso la mia gente (non è stato un incidente) di Edipo Red, e minacciò Lupo Mannano, il dj della stazione, di ucciderlo se avesse cambiato disco. Questa musica lo caricava e gli donava la grinta necessaria per combattere all'ultimo sangue, tanto che si dice che la sconfitta nel combattimento contro Vril Dox fu dovuta a un meteorite che colpì i generatori della stazione, la quale fu costretta a sospendere momentaneamente le trasmissioni, lasciando Lobo privo dello stimolo ferale che lo aveva accompagnato fino a quel momento.
Dopo 30 anni il nuovo dj Tony Leponi decise di cambiare genere e di trasmettere solo musica soul, e Lobo commentò così: "Mi skifa il soul!". Lo Czarniano prima fece uno scambio con Neron, Principe Demone dell'Inferno, cedendogli l'anima in cambio della micro-radio, e poi distrusse la stazione radio Radio Cosmic Rock Zombie con Tony Leponi al suo interno.
Da allora la sua passione per il metal è immutata, anche se non gli risuona più nella testa.

## Poteri e abilità
Lobo possiede numerose abilità superumane (o, per meglio dire, super-czarniane), le quali includono:
- forza, resistenza e velocità sovrumane;
- l'immunità alla morte naturale;
- un potentissimo fattore rigenerante, il quale gli permette di guarire in pochi istanti da qualunque tipo di ferita (è stato in grado di rigenerarsi anche a partire da un unico dito);
- la capacità di sopravvivere nello spazio aperto;
- la capacità di generare un nuovo Lobo a partire da ogni goccia del suo sangue versata (questa sua abilità è stata eliminata da Vril Dox e in seguito si pensava fosse stata riacquisita con il ritorno all'età adulta, ma in realtà non è mai stato dimostrato);
- la capacità di rintracciare persone e oggetti da una parte all'altra dell'universo dopo almeno un incontro ravvicinato;
- un'eccezionale maestria nell'uso di qualunque tecnica e arma volta a uccidere e mutilare.
- Possiede sensi iper-sviluppati, in particolare olfatto, udito e vista, che gli permettono di percepire la presenza di qualunque essere vivente riconoscendo persino le persone tramite l'odore nel caso siano mutaforma.
- non può morire perché, data la sua crudeltà nell'inferno, è stato bandito da esso

Lobo possiede inoltre un'intelligenza straordinaria, ma la utilizza solo per devastare e uccidere: ne è una prova il fatto che sia riuscito a creare una nuova specie di insetti mortali solo per sterminare la sua razza e poter essere l'unico Czarniano dell'universo. È in grado anche di analizzare rapidamente le capacità del suo avversario e scoprirne così i punti deboli. È inoltre in grado di parlare 17897 lingue intergalattiche.
L'unico tallone d'Achille di Lobo è il gas: sono numerose le occasioni in cui è stato messo fuori combattimento da un'inalazione di gas soporifero o velenoso.

### Equipaggiamento
Il suo vasto arsenale, come descritto nell'albo Cacciatore di taglie per passione e per denaro, include:
- un pistolone, una pistola di scorta e una scorta di pistole di scorta;
- un coltellone e altri più piccoli;
- bombe a mano (in originale frag grenades);
- un panetto di plastico con un innesco rapido;
- filo da garrottaggio e una scelta di pugni di ferro;
- un sigaro esplosivo.

Di particolare rilievo la catena con uncino che porta al braccio destro, che lo accompagna fin dalla sua infanzia e che è diventata un'arma distintiva del personaggio.
In ogni caso Lobo nelle sue storie ha usato o trasformato come arma praticamente qualunque cosa, dal tagliaunghie agli sgabelli alla bomba atomica alla kryptonite, tutte con grande perizia.
La moto spaziale che usa per muoversi nel cosmo è una SpazFrag modello 666, di incredibile potenza, dotata anche di pilota automatico. Lobo vi ha installato sopra delle armi per "sfrakatzare" i suoi nemici e delle casse per ascoltare musica metal mentre viaggia.

## Comprimari
Tra gli amici dell'ultimo Czarniano ci sono il cacciatore di taglie Jonas Glim, Al e Darlene, rispettivamente proprietario e cameriera dell'Al's Diner, tavola calda spesso frequentata (e distrutta) da Lobo, e Ramona, la proprietaria di un salone di bellezza (Bastione dei Casini e Salone Unisex) per la quale Lobo esegue ogni tanto dei "Lavoretti" (recupero crediti, eliminazione personaggi scomodi, ecc.) in alcune storie.
Tra i suoi nemici più importanti ci sono invece Stella d'Oro, Vril Dox, Etrigan il Demone e Bling Bling.
Lobo è accompagnato fin dalla sua seconda storia (The Lobo Paramilitary Christmas Special) da un bulldog, Mutti, che lo aiuta spesso nelle sue avventure (soprattutto nelle prime) con la stessa ferocia e la stessa pericolosità del suo padrone (anche se Lobo afferma che non sia il suo cane).
Lobo era estremamente protettivo verso una razza di delfini spaziali, l'unica specie vivente nell'intero universo che egli amava: chi attentava all'incolumità di questi animali veniva braccato dallo Czarniano finché non trovava una morte atroce. Incontrò la L.E.G.I.O.N. per la prima volta proprio perché la loro astronave, guidata da Garryn Bek, aveva urtato e ucciso uno di questi delfini; inoltre la prima volta che si scontrò con la Justice League of America il pagamento pattuito per uccidere la League era mangime per delfini. Un giorno però venne adescato da Bling Bling e cominciò con lei una relazione amorosa, che si concluse quando lei gli cucinò per colazione i suoi delfini e lui, ignaro, li mangiò.
Etrigan, demone che parla in rima inventato negli anni settanta da Jack Kirby, negli anni novanta è stato protagonista di numerosi team-up con Lobo, prima sulla sua testata (The Demon nn. 11-15, 21, 31-38), quando ai testi delle storie c'era Alan Grant, poi in albi speciali e nella serie regolare di Lobo (Bounty Hunting for Fun and Profit, Lobo/The Demon: Hellowe'en, Lobo nn. 63-64).
Nella storia The Lobo Paramilitary Christmas Special appaiono dei pinguini parlanti, che si trovavano al Polo Nord nella fortezza di Babbo Natale come suoi schiavi; dopo essere stati indirettamente liberati da Lobo (che uccise il loro tiranno) questi pinguini presero lo Czarniano come loro modello e decisero di seguirlo come sua gang. Il loro sogno però durò fino a quando Lobo non ne ebbe abbastanza di essere sempre circondato da "uccellacci mangia pesci" e li cacciò a suon di mitra; cominciarono quindi una carriera da criminali per conto loro con un discreto successo, finché la loro reputazione crebbe tanto che venne messa una taglia sulla loro testa, e Lobo li uccise tutti.

## Altre versioni

### Amalgam
Lobo il papero è un personaggio dell'universo Amalgam creato dalla fusione tra Lobo e il personaggio Marvel Howard il papero in occasione del crossover Marvel/DC: All Access nel 1997. È apparso per la prima e unica volta sullo speciale Lobo the Duck 1 del giugno 1997 (in Italia su Le battaglie del secolo n. 14, novembre 1997, della Marvel Italia).

### Elseworld
Lobo appare in alcune storie Elseworld: in Lobo Annual n. 2 (1994), ad esempio, appaiono molte versioni del personaggio ambientate nel Far West come cowboy o indiani. Nello stesso anno appare nelle diverse storie e pin-up di L.E.G.I.O.N. Annual n. 5 come rivisitazione di: James Bond, un personaggio di Beverly Hills 90210, un poliziotto della Londra di Jack lo squartatore, Conan il barbaro, Lanterna Verde, Sandman, Batman, una suora da Tutti insieme appassionatamente e un membro della Newsboy Legion.
Una versione futura di Lobo appare invece in Kingdom Come (1996), mentre beve e fuma in un locale con Vril Dox; entrambi appaiono ingrassati e stempiati.

### Mito
Sullo speciale Batman: Mitefall (gennaio 1995) appare una versione "Mito" di Lobo (analogamente a Bat-Mito che è una versione "Mito" di Batman).

### Parodie e imitazioni
Lobo è stato oggetto di un'imitazione-parodia nel personaggio di Bloodwulf, creato da Rob Liefeld per la Image nel 1993 e protagonista di una miniserie e di uno speciale nel 1995. Bloodwulf ricorda Lobo sia nell'aspetto (muscoloso, carnagione bianca, capelli lunghi, dei segni colorati in faccia) sia nelle caratteristiche (alieno, cacciatore di taglie, violentissimo); lo Czarniano appare anche in un cameo all'interno della storia, in cui viene ridicolizzato dalle parole del protagonista e viene mangiato da uno strano mostro.
Sul numero 41 di Deadpool della Marvel Comics appare il personaggio di "Dirty Wolff", un uomo muscoloso dalla pelle blu che guida una moto demoniaca.
Nel luglio del 1992, inoltre, è uscito negli Stati Uniti l'albo Loco vs. Pulverine (Eclipse Comics), in cui i personaggi principali sono parodie di Lobo e di Wolverine.
In Italia si deve citare invece l'albo Kenshemo il Guerraiolo contro Bobo (Zero Press, febbraio 1997), scritto da Stefano Nocilli e disegnato da Federico Distefano e Lucio Parrillo, in cui i personaggi sono parodie di Lobo e di Ken il guerriero.
In Spagna appare una versione parodistica di Lobo su Dragon Fall n. 7.

## Altri media

### Televisione

Lobo nella serie animata di Superman

Lobo è comparso per la prima volta sul piccolo schermo il 9 novembre 1996 nella serie animata Superman: la sua voce era quella del doppiatore Brad Garrett (in Italia di Saverio Moriones), che ha dato voce al personaggio anche nelle sue successive apparizioni nelle serie animate dei personaggi DC, sia contro Superman che contro la Justice League.
Essendo il target di pubblico dei cartoni animati diverso rispetto a quello dei fumetti, il personaggio è stato reso meno sanguinario e malvagio (mantenendo la sua sete di violenza e la sua spacconeria) con il risultato di sminuirne la reale pericolosità. Come nel fumetto, comunque, Lobo possiede una forza e una resistenza eccezionali, oltre a un vasto arsenale di armi. Tuttavia, non ha mai mostrato né le capacità rigenerative né i sensi sviluppati che possiede nei fumetti. Le sue entrate in scena e le sue battaglie sono sempre accompagnate da riff di chitarra metal. Nella serie animata Lobo ammette di aver ucciso tutti i suoi simili come suo "progetto di scienze" e di essersi dato da solo una "A" come voto massimo, ma nell'adattamento italiano, per ragioni ignote, dice di aver fatto fuori tutti i suoi simili perché  "dicevano che non sapeva portare la moto".
Qui di seguito sono elencate le apparizioni di Lobo negli episodi delle serie animate DC.
- Superman (stagione 1)
  - Episodio 09: L'ultimo zariano (prima parte), ed. orig. The Main Man (Part I) (trasmesso per la prima volta il 9 novembre 1996)
  - Episodio 10: L'ultimo zariano (seconda parte), ed. orig. The Main Man (Part II) (16 novembre 1996)

Negli episodi 9 e 10 della prima stagione, dal titolo The Main Man (Part I) e The Main Man (Part II), Lobo viene ingaggiato da un alieno chiamato "Preserver" per catturare Superman e aggiungerlo alla sua collezione di specie rare in via di estinzione. Lobo si dirige quindi sulla Terra e comincia a sparare dentro una stazione di polizia per attirare Superman, che infatti arriva per fermarlo. I due superuomini combattono per tutta Metropolis finché Lobo, seguito da Superman, lascia la Terra e attira il Kryptoniano in una trappola tesa dal Preserver. Superman viene così catturato e imprigionato in una gabbia speciale, che riproduce perfettamente l'ambiente Kryptoniano (in questo modo perde momentaneamente i suoi poteri, resi possibili dal sole giallo della Terra). Tuttavia il Preserver decide di aggiungere anche Lobo alla sua collezione, in quanto l'ultimo della razza czarniana, con grande stupore e rabbia da parte dell'Uomo. Superman riesce successivamente a liberarsi e a liberare anche Lobo, che in cambio promette di lasciare in pace la Terra per sempre. I due uniscono le forze per sfuggire al Preserver e riescono alla fine a tornare alla loro quotidianità.
- Superman (stagione 2)
  - Episodio 24: Warrior Queen (22 novembre 1997)

Lobo è apparso brevemente anche in questo episodio della serie, nel quale Maxima, regina del pianeta Almerac, cerca come marito un uomo che riesca a sconfiggerla in combattimento. S'innamora quindi di Superman, che riesce nell'impresa, e lo rapisce per poterlo sposare; dopo una serie di peripezie Superman rifiuta la proposta di Maxima e se ne va, dicendo di non poter abbandonare la Terra per regnare su Almerac. Proprio mentre la regina si sta domandando delusa se riuscirà mai a trovare un altro uomo forte come Superman, irrompe nel palazzo Lobo, alla guida della sua moto spaziale, sparando a destra e a manca e con l'evidente intenzione di combattere. L'episodio si conclude con la gioia di Maxima per aver trovato un altro pretendente.
In un altro episodio una giornalista parla dei più grandi avversari di Superman, e nello schermo alle sue spalle compare per un attimo Lobo assieme ad altri supercriminali.
- Justice League (stagione 2)
  - Episodio 19: Hereafter (29 novembre 2003)
  - Episodio 20: Hereafter pt. II (29 novembre 2003)

Lobo è comunque ritornato sulla Terra in questi episodi della serie animata Justice League, in cui Superman muore (apparentemente) durante un combattimento con il Giocattolaio. Lobo irrompe allora nel quartier generale della League sulla Luna per unirsi al gruppo, affermando di essere l'unico a poter prendere il posto di Superman. Dopo una scazzottata con tutta la Justice League, che non vuole come membro un personaggio tanto violento e psicopatico, Lobo viene accettato con riluttanza solo per affrontare un grande numero di super criminali che si stanno scatenando a Metropolis in reazione all'apparente morte di Superman. Durante la battaglia Lobo combatte e sconfigge il potente Kalibak, nonostante la League debba impedirgli di usare un'eccessiva forza sul suo avversario e ucciderlo. Alla fine Superman ritorna nelle file della League e caccia Lobo dal gruppo (con grande disappunto dell'ultimo Czarniano).
Lobo fa inoltre un'apparizione cameo nella serie Legion of Super Heroes, nell'episodio Il fascino di Alexis (Legacy), andato in onda per la prima volta il 7 ottobre 2006 negli Stati Uniti. Nel corso della seconda stagione della serie Young Justice compare nel primo episodio Happy New Year (28 aprile 2012), dove è doppiato da David Sobolov.
Nel 1999 Boyd Kirkland (uno degli sceneggiatori della serie animata di Batman) aveva cominciato a sviluppare una nuova serie animata dedicata interamente a Lobo per il programma Kids' WB insieme all'artista Steven Gordon. La serie però non venne mai prodotta e il network la eliminò con un comunicato all'ultimo minuto, con grande sorpresa del gruppo di produzione. Questa serie venne poi trasformata in una serie web (v. #Serie web).
Lobo appare anche nella seconda stagione della serie TV Krypton.

### Cinema
- Lobo è diventato anche un personaggio cinematografico nel 2002 con il cortometraggio The Lobo Paramilitary Christmas Special (basato sull'omonimo albo speciale del 1992), che faceva parte di un progetto di studio per registi dell'American Film Institute. Il film è diretto da Scott Leberecht e interpretato da Andrew Bryniarski (Lobo), Tom Gibis (il Coniglio Pasquale) e Michael V. Allen (Babbo Natale).
- A settembre 2009 la Warner Bros. ha annunciato la realizzazione di un film live-action avente come protagonista Lobo, scritto da Don Payne e diretto da Guy Ritchie. La produzione sarebbe dovuta cominciare nel 2010 e la violenza del personaggio attenuata per far rientrare il film in un rating PG-13 (vietato ai minori di 13 anni non accompagnati dai genitori)[25][26]. Nel corso del 2010 tuttavia si è appreso che Ritchie ha abbandonato il progetto per continuare il franchise di Sherlock Holmes. Il futuro del film di Lobo è pertanto ignoto[27], ma a luglio 2012 l'attore e wrestler Dwayne Johnson ha dichiarato tramite un tweet di essere stato contattato per interpretare la parte di Lobo. L'attore è sempre stato interessato a entrare in un Universo super eroistico ma le sue continue proposte non troveranno un appoggio da parte dei DC Films fino a quando Walter Hamada ne è il Presidente e co-direttore creativo[28] Jhonson riesce a risvegliare l'interesse per il progetto l'interesse per il progetto e il film, che avrebbe dovuto essere diretto da Brad Peyton, è stato poi bloccato dalla DC Comics per puntare sui personaggi principali dell'universo DC come Batman, Superman, Wonder Woman ecc.[29] Jhonson riesce a interpretare un personaggio DC solo nel 2022 con il film Black Adam dove interpreta l'omonimo antieroe protagonista, sotto la direzione di DC Films
- Nel film direct-to-video Justice League: La crisi dei due mondi appare una versione alternativa di Earth-Three di Lobo, chiamata Warwolf[30].
- A fine 2022 sorgono dei rumors sull'inizio delle prime fasi di progettazione su un film live-action di Lobo dove il protagonista è Jason Momoa[31]. L'attore deve abbandonare il suo ruolo di Aquaman all'interno dell'universo cinematografico DC ma non ha rimpianti. Sostiene che è sempre stato un suo dream-project poter interpretare il feroce e genocida cacciatore di taglie inter galattico[31]. Il progetto ha potuto concretizzarsi con la rifondazione dei DC Films, trasformati in DC Studios (dal 2022) e l'allontanamento di Walter Hamada come responsabile degli adattamenti cinematografici dell'universo DC. I due nuovi responsabili sono Peter Safran e James Gunn nel ruolo entrambi di vice presidente e direttore creativo[31].

### Videogiochi
Nel 1996 la Ocean Software sviluppò un videogioco picchiaduro per Nintendo 64, Jaguar e Sega Genesis, aventi come protagonisti molti personaggi delle storie di Lobo. Un'anteprima del gioco fu pubblicata su un numero della rivista Nintendo Power, che evidenziò la presenza di alcuni bug e l'assenza di sonoro. Il gioco non venne mai pubblicato, ma è stato trovato un prototipo della versione finita per Sega Genesis e la sua immagine ROM è stata resa disponibile su internet il 15 settembre 2009 da una community spagnola.
Inoltre, Lobo era stato inizialmente previsto come personaggio non giocabile nel MMORPG DC Universe Online; successivamente è stato annunciato che non sarebbe stato presente nel gioco perché si tratta di un personaggio che agisce prevalentemente nello spazio, mentre le intenzioni degli sviluppatori sono quelle di mantenere un ambiente di gioco legato alla Terra. Tuttavia, a livello di accessori del gioco è possibile vestire il proprio personaggio con una felpa con il logo di Lobo.
Nel 2013 è stato confermato come personaggio DLC nel picchiaduro Injustice: Gods Among Us.
Lobo appare anche in LEGO DC Super-Villains come personaggio giocabile, ottenibile dopo una missione secondaria a lui dedicata, fungendo anche da narratore nelle cinque missioni finali della modalità storia.

### Serie web
Nel 2000 sono stati realizzati dalla Warner Bros. dei mini episodi di Lobo in formato Flash, in cui Lobo era doppiato da Greg Eagles e Kevin Michael Richardson.
- Episodio 1: Lobo Is a Four Letter Word
- Episodio 2: Market Day
- Episodio 3: Pit Stop
- Episodio 4: It's Fraggin Time Again
- Episodio 5: Payback Time
- Episodio 6: Bustin' Out of Oblivion - Part 1
- Episodio 7: Bustin' Out of Oblivion - Part 2
- Episodio 8: Bustin' Out of Oblivion - Part 3
- Episodio 9: Lobo for President
- Episodio 10: Breakout!
- Episodio 11: When Pigs Fly
- Episodio 12: Arms & the Main Man
- Episodio 13: Eat This!
- Episodio 14: Repeating Offender
- Episodio extra 1: Lobo Fanboy Special
- Episodio extra 2: Jukebox of Pain

Lobo appare anche come cameo in un episodio della serie web Gotham Girls, creata e prodotta dalla Warner Bros. in collaborazione con la Noodle Soup Productions e avente come protagoniste le donne di Gotham City (in particolare Harley Quinn, Poison Ivy, Batgirl e Catwoman).
- Gotham Girls (stagione 2)
  - Episodio 04: Baby Boom (17 luglio 2001)

Nell'episodio in questione, scaricabile dal sito ufficiale della serie a questo link Archiviato il 24 febbraio 2015 in Internet Archive., Poison Ivy e Harley Quinn sono intente in una rapina al museo delle cere: tra le statue in rassegna ci sono anche Zatanna, Lobo e Superman.

### Letteratura
Nel febbraio del 2006 è uscito negli Stati Uniti il libro DC Universe: Last Sons della Warner Books, scritto da Alan Grant: nelle 366 pagine che compongono il volume viene narrata un'avventura che ha come protagonisti Lobo, Martian Manhunter e Superman, gli ultimi sopravvissuti dei loro pianeti (rispettivamente Czarnia, Marte e Krypton).

### Musica
A Lobo sono state dedicate due canzoni:
- Lobo, O Maioral (dall'album Access of Denial dell'aprile 2003 dei Dor De Ouvido) in cui il gruppo hardcore brasiliano esalta l'anticonformismo e il disprezzo delle regole imposte dalla società dell'ultimo Czarniano (il titolo significa Lobo, l'Uomo).
- Killrendestroyfrag (dall'album Surprise... del maggio 1999 dei B.A.R.F.) in cui il gruppo metal canadese dei Blasting All Rotten Fuckers descrive le gesta di Lobo ("amputa, lacera, massacra, devasta" eccetera; infatti il titolo si può tradurre come Uccidilaceradistruggisfrakatza).

## Merchandising
Lobo è stato oggetto di alcuni oggetti di merchandising, la maggior parte dei quali distribuiti dalla DC Direct.
Tra questi prodotti ci sono card, magliette, pupazzi, giocattoli, poster, statue, mousepad, tatuaggi temporanei, cartoline, spille.
Una versione LEGO di Lobo è comparsa prima nel videogioco LEGO Batman 3: Gotham e oltre nel 2017, e successivamente in forma di gioco nel set Superman Krypto Team-Up uscito nel 2018.

## Riconoscimenti
- Comics Buyer's Guide Fan Award nel 1990 per la migliore miniserie: Lobo: L'ultimo czarniano.[42]
- Nomination per il Premio Haxtur nel 1992 per la migliore copertina: Lobo n. 4 di Simon Bisley, edizioni Zinco (originariamente copertina di Lobo: The Last Czarnian n. 4)[43]

## Pubblicazioni italiane
Qui di seguito sono riportati tutti gli albi pubblicati in Italia in cui appare Lobo. La casa editrice, salvo dove specificato diversamente, è sempre la Play Press.
- American Heroes 2-5 (dicembre 1991 - marzo 1992)
  - Lobo: L'ultimo czarniano (marzo 1994)
- Who's Who 8
- Lobo Paramilitary - Sangue a Natale (1992)
- Lobo è tornato (febbraio 1993)
- Lobo: Infanticidio (novembre 1993)
- Lobo: Gladiatori non-Americani (marzo 1994)
- Lobo 1-37 (marzo 1994 - luglio 1997)
- Lobo: Follia d'estate (luglio 1994)
- DC Collection 3 (gennaio 1995)
- Playmagazine 3 (febbraio 1996)
- Playmagazine 6 (giugno 1996)
- Playmagazine 7 (luglio 1996)
- Playmagazine 14 (marzo 1997)
- Lobo nuova serie 1-34 (agosto 1997 - giugno 2000)
- Playmagazine 20 (settembre 1997)
- Le battaglie del secolo 13 (ottobre 1997) (Panini Comics)
- Playmagazine 24-25 (gennaio - febbraio 1998)
- Batman/Lobo (dicembre 2000)
- Hitman TP 4 (luglio 2001)
- DC1ST TP 1 (marzo 2003)
- DC Universe 7-12 (maggio - ottobre 2004)
  - Lobo scatenato (dicembre 2005)
- Wildstorm 35 (luglio 2006) (Magic Press)
  - The Authority/Lobo: Vacanze infernali (agosto 2008) (Magic Press)
- Universo DC: Lobo 1-14 (ottobre 2007 - dicembre 2009) (Planeta DeAgostini)

### Parodie
- Kenshemo il Guerraiolo contro Bobo (febbraio 1997) (Zero Press)